# Thierachern
Thierachern (toponimo tedesco) è un comune svizzero di 2 401 abitanti del Canton Berna, nella regione dell'Oberland (circondario di Thun).

## Monumenti e luoghi d'interesse

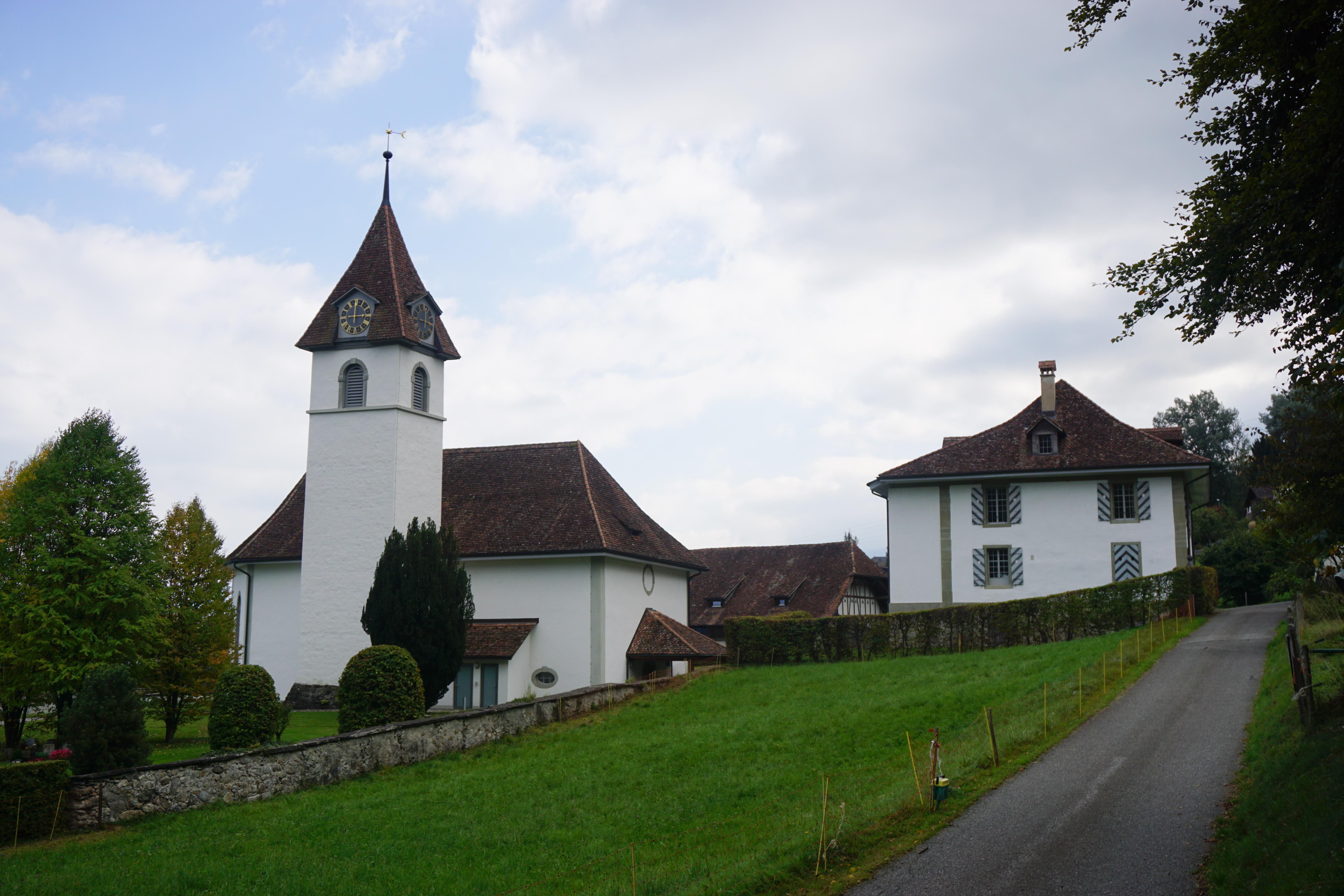
La chiesa riformata

- Chiesa riformata (già di San Martino), attestata dal 1228 e ricostruita nel 1706-1708 da Abraham Dünz il Giovane[1].

## Società

### Evoluzione demografica
L'evoluzione demografica è riportata nella seguente tabella:
Abitanti censiti

## Geografia antropica

### Frazioni
Le frazioni di Thierachern sono:
- Brügg[senza fonte]
- Egg
- Dorf[senza fonte]
- Schwand
- Wahlen

## Amministrazione
Ogni famiglia originaria del luogo fa parte del cosiddetto comune patriziale e ha la responsabilità della manutenzione di ogni bene ricadente all'interno dei confini del comune.